# Patience (musikalbum)
Patience är ett musikalbum av George Michael, utgivet 15 mars 2004.

## Låtar
1. Patience
2. Amazing
3. John And Elvis Are Dead
4. Cars And Trains
5. Round Here
6. Shoot The Dog
7. My Mother Had A Brother
8. Flawless (Go To The City)
9. American Angel
10. Precious Box
11. Please Send Me Someone (Anselmo's Song)
12. Freeek! ' 04
13. Through
14. Patience, Pt. 2